# نهاية الأرب في أخبار الفرس والعرب
نهاية الأرب في أخبار الفرس والعرب هو كتاب تاريخ عربي مجهول الكاتب من القرن التاسع عن بلاد فارس وجنوب شبه الجزيرة العربية. يُعرف مؤلفه أحيانًا باسم الأصمعي الزائف (بالإنجليزية: Pseudo-Aṣmaʿī)‏. وهو محفوظ في أربع مخطوطات:
- مكتبة جامعة كامبريدج، ف ف. 225، جزء من مجموعة يوهان لودفيج بوركهارت
- مكتبة جوتا للأبحاث، أ. 1741، نسخة معروفة لثيودور نولديك
- المكتبة البريطانية، إضافة. رقم 23298 نسخة مؤرخة في عام 1043 هجرية بعنوان كتاب الخصائص وسير الملك
- المكتبة البريطانية، إضافة. 18505، نسخة غير مكتملة من مراجعة بعنوان تاريخ الأصمعي

نُشرت الطبعة الأولى من الكتاب لمحمد تقي دانش پژوه في طهران عام 1997. يخطط مايكل بونر لعمل ترجمة باللغة الإنجليزية.

## المحتوى
تزعم مقدمة الكتاب المليئة بالمفارقات التاريخية أنها عمل أقدم مما هي عليه الآن. تدعي أنها من عمل الأصمعي (ت 828) بتكليف من الخليفة هارون الرشيد (تقريبا عام 709) وبمساعدة أبو البختاري (تقريبا 815/816)، الذي كتب مقدمة عن سير الملوك استنادًا إلى كتاب المبتدئ الذي يرجع تاريخه إلى قصة الخليقة. يُنسب تأليف كتاب السير إلى أمير الشعبي (تقريبا 724) وابن القريّة (ت 689) بمساعدة ابن المقفع (المتوفى 757) وبتكليف من الخليفة عبد الملك بن مروان (ت. د 705). جاء في تقديم كتاب السير التالي:
هذه أساطير ملوك وأمم سابقة وعصور ماضية؛ عن الطغاة وملوك اليمن وملوك بلاد فارس، مع سرد ظروفهم وتاريخهم ودفنهم وحياتهم وما سجله العرب والفرس عن حروبهم وغاراتهم وقصائدهم وأقوالهم الحكيمة وعاداتهم وخطاباتهم ورسائلهم وقراراتهم منذ عهد سام بن نوح حتى بعث الله محمدًا صلى الله عليه وسلم.
تعطي هذه المقدمة الثانية انطباعًا بأن كتاب السير هو الترجمة العربية من اللغة الفارسية الوسطى لكتاب خوادانيماج التي كتبها ابن المقفع، والذي فقد الآن. من المستحيل أن تكون معظم المواد الفارسية مأخوذة من خوادانيماج، لكن بعض السير الذاتية الملكية الأقصر والأكثر جفافاً قد تكون مشتقة منها في النهاية.
تتفق نهايات الكتاب بشكل عام مع تاريخ الدنوري (ت 895)، على الرغم من أنها تقدم في كثير من الأحيان مزيدًا من التفاصيل، كما هو الحال في قصة بهرام جوبين. في بعض الحالات، تم دعم هذه التفاصيل الإضافية باقتباسات لاحقة من العمل المفقود للكسراوي (حوالي 870). كثيرًا ما يقتبس المؤلف اللغة الفارسية أو يستخدم المصطلحات الفارسية، بينما يقدم دائمًا ترجمة عربية دقيقة، مما يعني أن المؤلف كان يجيد اللغة الفارسية.
يقسم إدوارد جي براون النص إلى أربعة أجزاء متميزة: التاريخ وصولاً إلى الإسكندر الأكبر؛ حياة الإسكندر على أساس الرومانسية الإسكندر؛ فترة الإمبراطورية البارثية وأسطورة بوداساف؛ والإمبراطورية الساسانية والخلافة. يحتوي الجزء الأول في مخطوطة كامبريدج، بما في ذلك المقدمة، على حوالي 42 صحيفة. الصحيفة الثانية والـ22 والثالثة والعاشرة والأخيرة، و148 صحيفة أخرى.

### فهرس
- Bonner، Michael Richard Jackson (n.d.). "Research Proposal". Dr Michael Bonner. مؤرشف من الأصل في 2023-01-02.
- Browne، Edward G. (1900). "Some Account of the Arabic Work entitled Niháyatuʾl-irab fí akhbáriʾl-Furs waʾl-ʿArab, Particularly of That Part Which Treats of the Persian Kings" (PDF). Journal of the Royal Asiatic Society. ج. 32 ع. 2: 195–259. مؤرشف من الأصل (PDF) في 2023-01-02.
- Danesh Pajouh، Mohammad Taqi (1997). Nihāyat al-Irab fī Aḫbār al-Furs wa al-ʿArab. Tehran: Anjoman-e Āṯār-o Mofāḫer-e Farhangī.
- Doufikar-Aerts، Faustina (2003). "Sīrat al-Iskandar: An Arabic Popular Romance of Alexander". Oriente Moderno. Nuova serie. ج. 22 ع. 2: 505–520. JSTOR:25817892.
- Grignaschi، Mario (1969). "La Nihāyat al-ʾarab fī aḫbāri-l-furs wa-l-ʿarab (primière partie)". Bulletin d'études orientales. ج. 22: 15–67.
- Grignaschi، Mario (1973). "La Nihāyat al-ʿarab fī aḫbāri-l-furs wa-l-ʿarab et les Siyaru mulūki-l-ʿAǧam du Ps. Ibn-al-Muqaffaʿ". Bulletin d'études orientales. ج. 26: 83–184.
- Hämeen-Anttila، Jaakko (2018). Khwadāynāmag: The Middle Persian Book of Kings. Brill.